# Aptosimum indivisum
Aptosimum indivisum là một loài thực vật có hoa trong họ Huyền sâm. Loài này được Burch. ex Benth. mô tả khoa học đầu tiên năm 1836.